# Pausha
Pausha is de tiende maand van de hindoeïstische kalender. Pausha begint volgens de westerse kalender tussen 22 december en 20 januari wanneer de Zon in het sterrenbeeld Boogschutter staat. Pausha, een wintermaand, is ook bekend als poush en pushya.